# Maca
Maca je žensko osebno ime.

## Izvor imena
Ime Maca je različica ženskega osebnega imena Marija.

## Pogostost imena
Po podatkih Statističnega urada Republike Slovenije je bilo na dan 31. decembra 2007 v Sloveniji število ženskih oseb z imenom Maca: 11.

## Osebni praznik
Osebe z imenom Maca godujejo takrat kot osebe z imenom Marija.

## Znane osebe
- Maca Jogan, slovenska sociologinja